# Banksetosa
Banksetosa is een geslacht van spinnen uit de familie springspinnen (Salticidae).

## Soorten
De volgende soorten zijn bij het geslacht ingedeeld:
- Banksetosa dubia Chickering, 1946
- Banksetosa notata Chickering, 1946